# Berzence, Somogy
Berzence  este un sat în districtul Csurgó, județul Somogy, Ungaria, având o populație de 2.704 locuitori (2011). 

## Demografie
Componența etnică a satului Berzence
     Maghiari (93,88%)
     Romi (5,39%)
     Alții (0,73%)
Componența confesională a satului Berzence
     Fără religie (3,37%)
     Reformați (2,4%)
     Necunoscută (93,2%)
     Alte religii (1,26%)
Conform recensământului din 2011, satul Berzence avea 2.704 locuitori. Din punct de vedere etnic, majoritatea locuitorilor (93,88%) erau maghiari, cu o minoritate de romi (5,39%). Nu există o religie majoritară, locuitorii fiind persoane fără religie (3,37%) și reformați (2,4%). Pentru 93,2% din locuitori nu este cunoscută apartenența confesională.